# Jan Kratzl
Jan Kratzl (20. dubna 1854 Kroměříž – 17. března 1925 Valašské Meziříčí) byl rakouský lesní inženýr, geodet a politik české národnosti z Moravy; poslanec Moravského zemského sněmu.

## Biografie
Narodil se roku 1854 v Kroměříži. Byl nejstarším synem řešetářského mistra Františka Kratzla a Marie Klossové. Vychodil nižší reálnou školu v rodném městě a vyšší reálku v Olomouci. Maturitu složil roku 1875. Studoval potom vysokou školu zemědělskou, obor lesnictví a stal se lesní inženýrem. Od roku 1883 působil jako lesní správce ve Velké Bystřici. V roce 1885 se jeho manželkou stala Anna Koutná, dcera kupce z Nového Jičína. Měli syna Otokara a dceru Olgu Annu Marii, v roce 1901 se mu ještě narodil syn Jaroslav Jan Leopold. Byl veřejně a politicky aktivní. Byl předsedou místní školní rady a krátce i starostou Velké Bystřice. Získal čestné občanství. Od roku 1894 působil ve státní službě coby evidenční geometr na evidenčním katastru pro pozemkové daně v Holešově. Od roku 1897 byl ve Valašském Meziříčí vrchním geometrem. Ve Valašském Meziříčí bydlela rodina v domě čp. 387 v Nádražní třídě (později Husova třída). Kratzl zde byl od roku 1906 členem obecního výboru a v městské samosprávě vedl odbor pro lesní hospodářství. V červenci 1907 ho obecní zastupitelstvo zvolilo do kuratoria dívčího gymnázia. V roce 1915 se uvádí i jako městský radní. V roce 1910 se stal předsedou nově založené okresní hospodářské jednoty ve Valašském Meziříčí, stejně jako o něco později založeného okresního zemědělského družstva. Byl členem a předsedou místní pobočky Ústřední matice školské, od roku 1908 členem Okrašlovacího spolku ve Valašském Meziříčí. Spoluzakládal Muzejní společnost ve Valašském Meziříčí. V květnu 1907 vedl popožárovou pomoc obci Police. Za světové války v hlasování zastupitelstva ve Valašském Meziříčí odmítl, aby o čestné občanství města přišel Tomáš Garrigue Masaryk.
Počátkem 20. století se zapojil i do vysoké politiky. V zemských volbách v roce 1906 byl zvolen na Moravský zemský sněm, kde zastupoval kurii venkovských obcí, český obvod Valašské Meziříčí, Rožnov. V roce 1906 se uváděl jako kandidát české agrární strany (Českoslovanská strana agrární).
Byl členem sněmovního komunikačního odboru a zdravotního odboru. Vyjadřoval se často k otázkám veřejných staveb, komunikací a úřadů.